# Nine Lives (película de 2002)
Nine Lives es una película de terror del 2002 protagonizada por Paris Hilton. Rodada en Inglaterra, fue una producción de bajo presupuesto.

## Trama
Nueve jóvenes amigos pasan el fin de semana en una casa en Escocia y comienzan a morir misteriosamente cuando despierta una antigua maldición familiar, que acabará matándolos a todos menos a uno.

## Elenco
- David Nicolle como Pete MacGregor
- Amelia Warner como Laura
- Ben Peyton como Andy
- James Schlesinger como Damien
- Vivienne Harvey como Lucy
- Patrick Kennedy como Tim
- Rosie Fellner como Emma
- Paris Hilton como Jo
- Lex Shrapnel como Tom

## Recepción
Nine Lives debutó en el número uno en Horror Renting Chart durante una semana antes de morir rápidamente en la lista. También alcanzó el número 1 en Francia y Alemania. Fue número 29 en los Estados Unidos y número 30 en Reino Unido.